# Rêves sanglants
Pour les articles homonymes, voir Sender.
Rêves sanglants (The Sender) est un film d'horreur britannique sorti en 1982.
Il a été présenté au Festival international du film fantastique d'Avoriaz 1983.

## Fiche technique
- Titre original : The Sender
- Réalisation : Roger Christian
- Scénario : Thomas Baum
- Date de sortie : 22 octobre 1982
- Durée : 91 minutes
- Musique: Trevor Jones
- Image : Roger Pratt

## Distribution
- Kathryn Harrold : Dr Gail Farmer
- Željko Ivanek : John Doe #83
- Shirley Knight : Jerolyn
- Paul Freeman : Dr Joseph Denman
- Sean Hewitt : The Messiah
- Harry Ditson : Dr Hirsch
- Olivier Pierre : Dr Erskine